# Ramiro Meneses
Ramiro Meneses (Medellín, 9 de junio de 1970) es un actor, director y productor de televisión colombiano. En 1990 protagonizó la película Rodrigo D. No Futuro del cineasta antioqueño Víctor Gaviria, donde encarnaba a un joven insatisfecho que quería convertirse en músico de punk. En 1991 tuvo un destacado papel en la telenovela Cuando quiero llorar no lloro interpretando a Victorino Moya. En 1992 actuó en la serie de comedia Vuelo secreto y en la telenovela En cuerpo ajeno. A partir de ese momento su carrera en la actuación tomó un fuerte impulso, apareciendo en numerosas producciones para cine y televisión en Colombia y otros países. Destacan de su filmografía producciones como Golpe de estadio (1998), Perder es cuestión de método (2004) y Punto y raya (2005).

## Filmografía

### Televisión
| Año       | Título                                     | Personaje                      |
| --------- | ------------------------------------------ | ------------------------------ |
| 1986      | Décimo Grado                               |                                |
| 1991      | Cuando quiero llorar no lloro              | Victorino Moya                 |
| 1992      | Vuelo secreto                              | Oswaldo                        |
| 1992-1993 | En cuerpo ajeno                            | Simón Domínguez                |
| 1993-1994 | Dulce ave negra                            |                                |
| 1996      | Tiempos difíciles                          | Padre Beto                     |
| 1996      | Cartas a Harrison                          | Erick                          |
| 1999-2000 | ¿Por qué diablos?                          | Juvenal Torres                 |
| 2000-2001 | La baby sister                             | José Gabriel                   |
| 2001      | Fuera de foco                              | Dueño revista porno            |
| 2001      | Solterita y a la orden                     | Charly Gamboa                  |
| 2001-2002 | El informante en el país de las mercancías | Nelson Castro                  |
| 2003      | Sofía dame tiempo                          | Teniente Pinzon                |
| 2003-2004 | Amor a la plancha                          | William Stevenson Gula         |
| 2004-2005 | La saga, negocio de familia                | El Chiqui                      |
| 2005-2006 | Vuelo 1503                                 | Johnny                         |
| 2006      | Sin tetas no hay paraíso                   |                                |
| 2008-2009 | Sin senos no hay paraíso                   | Ramiro Cruz 'Hombre Oscuro'    |
| 2009-2010 | Victorinos                                 | Tanatos                        |
| 2010-2011 | Ojo por ojo                                | Fernely                        |
| 2011      | Infiltrados                                | Mayor Antonio Salgado          |
| 2013-2014 | El día de la suerte                        | Domingo Pérez / Reinaldo Pérez |
| 2014      | La viuda negra                             | Sugar                          |
| 2017      | Déjala morir                               | Dairo                          |
| 2018-2019 | La ley del corazón                         |                                |
| 2019      | El Bronx                                   | Carlos Luna                    |
| 2021      | Café con aroma de mujer                    | Carlos Mario Estrada           |
| 2022      | MasterChef Celebrity                       | El mismo (Ganador)             |
| 2023-2024 | Rigo                                       | Luis "Lucho" Urán              |
| 2025      | Cosiaca                                    | Juvenal                        |

### Cine
| Año  | Título                               | Personaje                   |
| ---- | ------------------------------------ | --------------------------- |
| 1984 | Cóndores no entierran todos los días |                             |
| 1990 | Rodrigo D. No Futuro                 | Rodrigo D                   |
| 1997 | La nave de los sueños                |                             |
| 1998 | Golpe de estadio                     | Herrera                     |
| 1999 | Kalibre 35                           | Taxista                     |
| 2000 | Diástole y sístole                   |                             |
| 2000 | Fuera de foco                        |                             |
| 2004 | Perder es cuestión de método         | Agente de Comisaría         |
| 2005 | Punto y raya                         | Guerrillero                 |
| 2006 | El trato                             | John María                  |
| 2006 | Dios los junta y ellos se separan    | Germán Centeno Sánchez      |
| 2009 | El cielo                             | Chiqui                      |
| 2009 | Límite                               |                             |
| 2010 | Sexo, mentiras y muertos             |                             |
| 2010 | Sin tetas no hay paraíso             | Aurelio Jaramillo "El Titi" |
| 2011 | Patas arriba                         | Cirujano                    |
| 2015 | Perros                               |                             |
| 2018 | Humanpersons                         | Walter                      |
| 2020 | El niño de los mandados              | Gabriel                     |
| 2024 | La Patasola                          | Rodrigo                     |

### Teatro
| Tìtulo                  |
| ----------------------- |
| Las curvas del amor     |
| Valentino y sus mujeres |
| La celestina            |
| Taxímetro adulterado    |
| Los vecinos de arriba   |

### Director
| Año  | Tìtulo                    |
| ---- | ------------------------- |
|      | El maestro (cortometraje) |
| 2004 | Casados con hijos         |
| 2007 | Tu voz estéreo            |
| 2007 | Madre luna                |
| 2008 | Sin senos no hay paraíso  |
| 2009 | Victorinos                |
| 2010 | Ojo por ojo               |
| 2013 | Amo de casa               |
| 2016 | Ruta 35                   |
| 2016 | Las Vega's                |
| 2019 | El man es Germán          |
| 2021 | Felices los cuatro        |

## Premios y nominaciones

### Premios TVyNovelas
| Año  | Categoría                       | Telenovela o Serie  | Resultado |
| ---- | ------------------------------- | ------------------- | --------- |
| 2015 | Mejor actor de reparto de serie | La viuda negra      | Nominado  |
| 2012 | Mejor actor de reparto de serie | Infiltrados         | Nominado  |
| 2011 | Mejor director                  | Los Victorinos 2010 | Nominado  |
| 2004 | Mejor actor antagónico          | Amor a la plancha   | Nominado  |
| 2000 | Mejor Actor de Reparto          | ¿Por qué diablos?   | Nominado  |
| 1997 | Mejor Actor cómico              | Vuelo secreto       | Nominado  |
| 1996 | Mejor Actor cómico              | Vuelo secreto       | Ganador   |
| 1995 | Mejor Actor cómico              | Vuelo secreto       | Ganador   |
| 1994 | Mejor Actor cómico              | Vuelo secreto       | Ganador   |
| 1992 | Mejor Actor Revelación          | Los Victorinos 1991 | Ganador   |

### Premios India Catalina
| Año  | Categoría                                               | Telenovela o Serie      | Resultado |
| ---- | ------------------------------------------------------- | ----------------------- | --------- |
| 2022 | Mejor actor de reparto de telenovela, serie o miniserie | Café con aroma de mujer | Ganador   |
| 2014 | Mejor director de telenovela                            | Amo de casa             | Nominado  |
| 2000 | Mejor actor de reparto                                  | ¿Por qué diablos?       | Nominado  |
| 1992 | Mejor actor protagónico                                 | Los Victorinos 1991     | Nominado  |

### Otros premios
- Simón Bolívar a Mejor Actor Cómico por Vuelo secreto